# Lista de episódios de Star Wars Rebels
Star Wars Rebels é uma série de animação americana produzida para Lucasfilm Animation pelo Disney XD. A série estreou em 3 de outubro de 2014 no Disney Channel com um especial de uma hora e estreou oficialmente em 13 de outubro no Disney XD.
Em Portugal, o especial estreou em 4 de outubro, seguido pela estreia da série em 25 de outubro no Disney Channel. No Brasil, o especial estreou em 7 de outubro, seguido pela estreia da série em 18 de outubro no Disney XD.

## Resumo
| Temporada | Temporada | Episódios | Exibição original      | Exibição original     | Exibição no Brasil     | Exibição no Brasil     | Exibição em Portugal   | Exibição em Portugal   |
| Temporada | Temporada | Episódios | Estreia de temporada   | Final de temporada    | Estreia de temporada   | Final de temporada     | Estreia de temporada   | Final de temporada     |
| --------- | --------- | --------- | ---------------------- | --------------------- | ---------------------- | ---------------------- | ---------------------- | ---------------------- |
|           | Curtas    | 4         | 11 de agosto de 2014   | 1 de setembro de 2014 | 21 de agosto de 2014   | 5 de setembro de 2014  | 21 de agosto de 2014   | 11 de setembro de 2014 |
|           | Filme     | Filme     | 3 de outubro de 2014   | 3 de outubro de 2014  | 7 de outubro de 2014   | 7 de outubro de 2014   | 4 de outubro de 2014   | 4 de outubro de 2014   |
|           | 1         | 15        | 13 de outubro de 2014  | 2 de março de 2015    | 18 de outubro de 2014  | 4 de maio de 2015      | 25 de outubro de 2014  | 7 de junho de 2015     |
|           | Especial  | Especial  | 4 de maio de 2015      | 4 de maio de 2015     | 26 de setembro de 2015 | 26 de setembro de 2015 | 12 de setembro de 2015 | 12 de setembro de 2015 |
|           | Filme     | Filme     | 20 de junho de 2015    | 20 de junho de 2015   | 10 de outubro de 2015  | 10 de outubro de 2015  | 14 de novembro de 2015 | 14 de novembro de 2015 |
|           | 2         | 22        | 14 de outubro de 2015  | 30 de março de 2016   | 14 de novembro de 2015 | 4 de maio de 2016      | 15 de novembro de 2015 | 4 de junho de 2016     |
|           | 3         | 22        | 24 de setembro de 2016 | 25 de março de 2017   | 12 de novembro de 2016 | TBA                    | 12 de novembro de 2016 | TBA                    |
|           | 4         | 16        | 16 de outubro de 2017  | 5 de março de 2018    | TBA                    | TBA                    | TBA                    | TBA                    |

## Episódios

### Curtas (2014)
| Episódio | Título                                                   | Dirigido por | Escrito por                  | Exibição original                                                  | Código de produção |
| -------- | -------------------------------------------------------- | ------------ | ---------------------------- | ------------------------------------------------------------------ | ------------------ |
| 1        | "A Máquina Fantasma (BR) " "The Machine in the Ghost"    | Dave Filoni  | Greg Weisman                 | 11 de agosto de 2014 21 de agosto de 2014                          | 101A               |
| 2        | "O Sorriso Dela (BR) " "Art Attack"                      | Justin Ridge | Greg Weisman                 | 18 de agosto de 2014 22 de agosto de 2014 28 de agosto de 2014     | 101B               |
| 3        | "Complicação (BR) " "Entanglement"                       | Justin Ridge | Henry Gilroy & Simon Kinberg | 25 de agosto de 2014 28 de agosto de 2014 4 de setembro de 2014    | 101C               |
| 4        | "Não é Quem Você Pensa (BR) " "Property of Ezra Bridger" | Dave Filoni  | Simon Kinberg                | 1 de setembro de 2014 5 de setembro de 2014 11 de setembro de 2014 | 101D               |

### Filme (2014)
| Episódio | Título                                                                        | Dirigido por                | Escrito por   | Exibição original                                              | Código de produção | Audiência (em milhões) |
| -------- | ----------------------------------------------------------------------------- | --------------------------- | ------------- | -------------------------------------------------------------- | ------------------ | ---------------------- |
| 1-2      | "A Fagulha de uma Rebelião (BR) Faísca de Rebelião (PT)" "Spark of Rebellion" | Steward Lee & Steven G. Lee | Simon Kinberg | 3 de outubro de 2014 4 de outubro de 2014 7 de outubro de 2014 | 102/103            | 2.74                   |

### 1ª Temporada (2014–15)
| Episódio | Título                                                               | Dirigido por  | Escrito por                   | Exibição original                                                    | Código de produção | Audiência (em milhões) |
| -------- | -------------------------------------------------------------------- | ------------- | ----------------------------- | -------------------------------------------------------------------- | ------------------ | ---------------------- |
| 3        | "Droides em Apuros (BR) Dróides em Perigo (PT)" "Droids in Distress" | Steward Lee   | Greg Weisman                  | 13 de outubro de 2014 18 de outubro de 2014 25 de outubro de 2014    | 104                | 1.03                   |
| 4        | "O Caça Rebelled (BR) O Vôo de Caça (PT)" "Fighter Flight"           | Steven G. Lee | Kevin Hopps                   | 20 de outubro de 2014 25 de outubro de 2014 1 de novembro de 2014    | 105                | 0.58                   |
| 5        | "A Ascensão dos Antigos Mestres (PT)" "Rise of the Old Masters"      | Steward Lee   | Henry Gilroy                  | 27 de outubro de 2014 1 de novembro de 2014 8 de novembro de 2014    | 106                | 0.95                   |
| 6        | "Furando a Fila (PT)" "Breaking Ranks"                               | Steven G. Lee | Greg Weisman                  | 3 de novembro de 2014 8 de novembro de 2014 15 de novembro de 2014   | 107                | 0.64                   |
| 7        | "Saídos da Escuridão (PT)" "Out of Darkness"                         | Steward Lee   | Kevin Hopps                   | 10 de novembro de 2014 15 de novembro de 2014 22 de novembro de 2014 | 108                | 0.60                   |
| 8        | "Dia do Império (PT)" "Empire Day"                                   | Steven G. Lee | Henry Gilroy                  | 17 de novembro de 2014 22 de novembro de 2014 29 de novembro de 2014 | 109                | 0.67                   |
| 9        | "Unindo Forças (PT)" "Gathering Forces"                              | Steward Lee   | Greg Weisman                  | 24 de novembro de 2014 29 de novembro de 2014 6 de dezembro de 2014  | 110                | 0.66                   |
| 10       | "O Caminho do Jedi (PT)" "Path of the Jedi"                          | Dave Filoni   | Charles Murray                | 5 de janeiro de 2015 14 de fevereiro de 2015 3 de maio de 2015       | 111                | 0.57                   |
| 11       | "A Mão do Idiota (PT)" "Idiot's Array"                               | Steward Lee   | Kevin Hopps                   | 19 de janeiro de 2015 21 de fevereiro de 2015 10 de maio de 2015     | 112                | 0.53                   |
| 12       | "Visão De Esperança (PT)" "Vision of Hope"                           | Steven G. Lee | Henry Gilroy                  | 2 de fevereiro de 2015 28 de fevereiro de 2015 17 de maio de 2015    | 113                | 0.71                   |
| 13       | "Chamada Para A Ação (PT)" "Call to Action"                          | Steward Lee   | Greg Weisman & Simon Kinberg  | 9 de fevereiro de 2015 18 de abril de 2015 24 de maio de 2015        | 114                | 0.60                   |
| 14       | "Decisão Rebelde (PT)" "Rebel Resolve"                               | Justin Ridge  | Charles Murray & Henry Gilroy | 23 de fevereiro de 2015 25 de abril de 2015 31 de maio de 2015       | 115                | 0.55                   |
| 15       | "Tiroteio Pela Galáxia (PT)" "Fire Across the Galaxy"                | Dave Filoni   | Simon Kinberg                 | 2 de março de 2015 4 de maio de 2015 7 de junho de 2015              | 116                | 0.72                   |

### Especial (2015)
| Episódio (série) | Episódio (temp.) | Título                                                                 | Dirigido por                          | Escrito por                                                        | Exibição original                                               | Código de produção |
| ---------------- | ---------------- | ---------------------------------------------------------------------- | ------------------------------------- | ------------------------------------------------------------------ | --------------------------------------------------------------- | ------------------ |
| -                | -                | "O Que Você Precisa Saber (BR) O Guia Final (PT)" "The Ultimate Guide" | Dave Filoni Steward Lee Steven G. Lee | Charles Murray Greg Weisman Henry Gilroy Simon Kinberg Kevin Hopps | 4 de maio de 2015 26 de setembro de 2015 12 de setembro de 2015 | 117                |

### Filme (2015)
| Episódio (série) | Episódio (temp.) | Título                                                            | Dirigido por        | Escrito por  | Exibição original                                                | Código de produção | Audiência (em milhões) |
| ---------------- | ---------------- | ----------------------------------------------------------------- | ------------------- | ------------ | ---------------------------------------------------------------- | ------------------ | ---------------------- |
| 16-17            | 1-2              | "Cerco a Lothal (BR) O Cerco a Lothal (PT)" "The Siege of Lothal" | Bosco Ng e Brad Rau | Henry Gilroy | 20 de junho de 2015 10 de outubro de 2015 14 de novembro de 2015 | 201/202            | 0.59                   |

### 2ª Temporada (2015)
Em 2 de outubro de 2014, a série foi renovada para uma segunda temporada.
| Episódio (série) | Episódio (temp.) | Título                                                                 | Dirigido por            | Escrito por                                 | Exibição original                                                    | Código de produção | Audiência (em milhões) |
| ---------------- | ---------------- | ---------------------------------------------------------------------- | ----------------------- | ------------------------------------------- | -------------------------------------------------------------------- | ------------------ | ---------------------- |
| 18               | 3                | "Os Comandos Desaparecidos (PT)" "The Lost Commanders"                 | Dave Filoni Sergio Paez | Matt Michnovetz                             | 14 de outubro de 2015 14 de novembro de 2015 15 de novembro de 2015  | 203                | 0.46                   |
| 19               | 4                | "Relíquias da Velha República (PT)" "Relics of the Old Republic"       | Bosco Ng                | Steven Melching                             | 21 de outubro de 2015 21 de novembro de 2015                         | 204                | 0.54                   |
| 20               | 5                | "Há Sempre Dois (PT)" "Always Two There Are"                           | Brad Rau                | Kevin Hopps                                 | 28 de outubro de 2015 22 de novembro de 2015 28 de novembro de 2015  | 205                | 0.54                   |
| 21               | 6                | "Irmandade do Chifre Quebrado (PT)" "Brothers of the Broken Horn"      | Saul Ruiz               | Bill Wolkoff                                | 4 de novembro de 2015 28 de novembro de 2015 5 de dezembro de 2015   | 206                | 0.55                   |
| 22               | 7                | "As Asas do Mestre (PT)" "Wings of the Master"                         | Dave Filoni Sergio Paez | Steven Melching                             | 11 de novembro de 2015 29 de novembro de 2015 12 de dezembro de 2015 | 207                | 0.55                   |
| 23               | 8                | "Irmãs de Sangue (PT/BR)" "Blood Sisters"                              | Bosco Ng                | Kevin Hopps                                 | 18 de novembro de 2015 5 de dezembro de 2015 19 de dezembro de 2015  | 208                | 0.47                   |
| 24               | 9                | "Ataque Furtivo (PT)" "Stealth Strike"                                 | Brad Rau                | Matt Michnovetz                             | 25 de novembro de 2015 6 de dezembro de 2015 6 de fevereiro de 2016  | 209                | 0.55                   |
| 25               | 10               | "O Futuro da Força (PT/BR)" "The Future of the Force"                  | Saul Ruiz               | Bill Wolkoff                                | 2 de dezembro de 2015 12 de dezembro de 2015 13 de fevereiro de 2016 | 210                | ASD                    |
| 26               | 11               | "O Legado (PT)" "Legacy"                                               | Mel Zwyer               | Henry Gilroy                                | 9 de dezembro de 2015 13 de dezembro de 2015 20 de fevereiro de 2016 | 211                | ASD                    |
| 27               | 12               | "A Princesa em Lothal (PT)" "A princess on lothal"                     | Bosco Ng                | Steven Melching                             | 20 de janeiro de 2016 27 de fevereiro de 2016 2 de abril de 2016     | 212                | ASD                    |
| 28               | 13               | "O Protetor do Vale da Concórdia (PT)" "The protector of concord Dawn" | Brad Rau                | Henry Gilroy & Kevin Hopps                  | 27 de janeiro de 2016 5 de março de 2016 9 de abril de 2016          | 213                | ASD                    |
| 29               | 14               | "Lendas de Lasat (PT)" "Legends of the Lasat"                          | Saul Ruiz               | Matt Michnovetz                             | 3 de fevereiro de 2016 12 de março de 2016 16 de abril de 2016       | 214                | ASD                    |
| 30               | 15               | "O Chamado (PT)" "The call"                                            | Mel Zwyer               | Bill Wolkoff                                | 10 de fevereiro de 2016 19 de março de 2016 23 de abril de 2016      | 215                | ASD                    |
| 31               | 16               | "O Regresso a Casa (PT)" "Homecoming"                                  | Bosco Ng                | Steven Melching                             | 17 de fevereiro de 2016 26 de março de 2016 30 de abril de 2016      | 216                | ASD                    |
| 32               | 17               | "A Feira (PT)" "The Honorable Ones"                                    | Brad Rau                | Kevin Hopps                                 | 24 de fevereiro de 2016 9 de abril de 2016 7 de maio de 2016         | 217                | ASD                    |
| 33               | 18               | "O Coração das Trevas (PT)" "Shroud of Darkness"                       | Saul Ruiz               | Henry Gilroy                                | 2 de março de 2016 16 de abril de 2016 14 de maio de 2016            | 218                | ASD                    |
| 34               | 19               | "O Droid Esquecido (PT)" "The Forgotten Droid"                         | Mel Zwyer               | Matt Michnovetz                             | 16 de março de 2016 23 de abril de 2016 21 de maio de 2016           | 219                | ASD                    |
| 35               | 20               | "A Base Misteriosa (PT)" "The Mystery of Chopper Base"                 | Bosco Ng                | Steven Melching                             | 23 de março de 2016 30 de abril de 2016 28 de maio de 2016           | 220                | ASD                    |
| 36-37            | 21-22            | "A Queda do Aprendiz (PT)" "Twilight of the Apprentice"                | Dave Filoni             | Dave Filoni,Simon Kinberg & Steven Melching | 30 de março de 2016 4 de maio de 2016 4 de junho de 2016             | 221-222            | ASD                    |

### 3ª Temporada (2016-17)
Em 30 de novembro de 2015, a série foi renovada para uma terceira temporada.
| Episódio (série) | Episódio (temp.) | Título                                                            | Dirigido por          | Escrito por                                       | Exibição original                                                   | Código de produção | Audiência (em milhões)        |
| ---------------- | ---------------- | ----------------------------------------------------------------- | --------------------- | ------------------------------------------------- | ------------------------------------------------------------------- | ------------------ | ----------------------------- |
| 38-39            | 1-2              | "Dentro da Sombra (PT)" "Steps Into Shadow"                       | Bosco Ng Mel Zwyer    | Steven Melching Matt Michnovetz                   | 24 de setembro de 2016 12 de novembro de 2016                       | 301-302            | 0.56                          |
| 40               | 3                | "O Exame do Destino (PT)" "The Holocrons of Fate"                 | Steward Lee           | Henry Gilroy                                      | 1 de outubro de 2016 13 de novembro de 2016 10 de dezembro de 2016  | 303                | 0.41                          |
| 41               | 4                | "Cadetes em Perigo (PT)" "The Antilles Extraction"                | Saul Ruiz             | Gary Whitta                                       | 8 de outubro de 2016 19 de novembro de 2016 17 de dezembro de 2016  | 304                | 0.51                          |
| 42               | 5                | "O Culto dos Ancestrais (PT)" "Hera's Heroes"                     | Mel Zwyer             | Nicole Dubuc                                      | 15 de outubro de 2016 20 de novembro de 2016 24 de dezembro de 2016 | 305                | 0.40                          |
| 43               | 6                | "A Última Batalha (PT)" "The Last Battle"                         | Mel Zwyer             | Gary Whitta                                       | 22 de outubro de 2016 26 de novembro de 2016 31 de dezembro de 2016 | 306                | 0.45                          |
| 44               | 7                | "Uma Manifestação Inesperada (PT)" "Imperial Supercommandos"      | Steward Lee           | Christopher Yost                                  | 5 de novembro de 2016 27 de novembro de 2016 7 de janeiro de 2017   | 307                | 0.55                          |
| 45               | 8                | "Casos de Família (PT)" "Iron Squadron"                           | Saul Ruiz             | Matt Michnovetz                                   | 19 de novembro de 2016 3 de dezembro de 2016 14 de janeiro de 2017  | 308                | 0.41                          |
| 46               | 9                | "A Missão Perigosa (PT)" "The Wynkahthu Job"                      | Mel Zwyer             | Gary Whitta                                       | 26 de novembro de 2016 4 de dezembro de 2016                        | 309                | 0.44                          |
| 47               | 10               | "A Toupeira (PT)" "An Inside Man"                                 | Steward Lee           | Nicole Dubuc                                      | 3 de dezembro de 2016 10 de dezembro de 2016                        | 311                | 0.36                          |
| 48               | 11               | "Visões e Vozes (BR) As Forças Ocultas (PT)" "Visions and Voices" | Bosco Ng              | Brent Friedman                                    | 10 de dezembro de 2016 11 de dezembro de 2016                       | 310                | 0.43                          |
| 49-50            | 12-13            | "Os Fantasmas de Géonosis (PT)" "Ghosts of Geonosis"              | Saul Ruiz e Mel Zwyer | Dave Filoni, Steven Melching e Matthew Michnovetz | 7 de janeiro de 2017 21 de janeiro de 2017                          | 312-313            | 0.56 (parte 1) 0.57 (parte 2) |
| 51               | 14               | "Missão de Reconhecimento (PT)" "Warhead"                         | Bosco Ng              | Gary Whitta                                       | 14 de janeiro de 2017 11 de fevereiro de 2017                       | 314                | 0.37                          |
| 52               | 15               | "O Ceptro do Poder Negro (PT)" "Trials of the Darksaber"          | Steward Lee           | Dave Filoni                                       | 21 de janeiro de 2017                                               | 315                | 0.48                          |
| 53               | 16               | "O Legado em Mandalore (BR)" "Legacy of Mandalore"                | Mel Zwyer             | Christopher Yost                                  | 18 de fevereiro de 2017                                             | 316                | 0.36                          |
| 54               | 17               | "Pelos Olhos Imperiais (BR)" "Through Imperial Eyes"              | Saul Ruiz             | Nicole Dubuc & Henry Gilroy                       | 25 de fevereiro de 2017                                             | 317                | 0.42                          |
| 55               | 18               | "Carga Secreta (BR)" "Secret Cargo"                               | Bosco Ng              | Matt Michnovetz                                   | 4 de março de 2017                                                  | 318                | 0.42                          |
| 56               | 19               | "Agente Droide em Dobro (BR)" "Double Agent Droid"                | Steward Lee           | Brent Friedman                                    | 11 de março de 2017                                                 | 319                | 0.36                          |
| 57               | 20               | "Os Sóis Gêmeas (BR)" "Twin Suns"                                 | Dave Filoni           | Dave Filoni & Henry Gilroy                        | 18 de março de 2017                                                 | 320                | 0.40                          |
| 58-59            | 21-22            | "Zero Hora (BR)" "Zero Hour"                                      | Justin Ridge          | Steven Melching, Henry Gilroy & Matt Michnovetz   | 25 de março de 2017                                                 | 321-322            | 0.49-0.50                     |

### 4ª Temporada (2017-18)
Em 31 de março, foi anunciado que o show retornaria para uma quarta temporada. Em 15 de abril, Dave Filoni anunciou na Star Wars Celebration que a quarta temporada seria a temporada final. Os primeiros episódios (duplo, Heroes of Mandalore) foram ao ar em 16 de outubro de 2017. A temporada trouxe a introdução dos TIE Defender.
| Episódio (série) | Episódio (temp.) | Título                                                                 | Dirigido por                     | Escrito por                                                      | Exibição original       | Código de produção | Audiência (em milhões) |
| ---------------- | ---------------- | ---------------------------------------------------------------------- | -------------------------------- | ---------------------------------------------------------------- | ----------------------- | ------------------ | ---------------------- |
| 60-61            | 1-2              | "Herois de Mandalore Partes 1 e 2 (PT)" "Heroes of Mandalore"          | Dave Filoni Steward Lee          | Henry Gilroy Steven Melching Christopher Yost (Parte 2)          | 16 de outubro de 2017   | 401-402            | TBA                    |
| 62-63            | 3-4              | "Em Nome da Rebelião Partes 1 e 2 (PT)" "In the Name of the Rebellion" | Sergio Páez Dave Filoni          | Gary Whitta                                                      | 23 de outubro de 2017   | 403-404            | 0.26                   |
| 64               | 5                | "A Ocupação (PT)" "The Occupation"                                     | Steward Lee                      | Christopher Yost                                                 | 30 de outubro de 2017   | 405                | 0.20                   |
| 65               | 6                | "Vôo do Defender (PT)" "Flight of the Defender"                        | Saul Ruiz                        | Dave Filoni Steven Melching                                      | 30 de outubro de 2017   | 406                | 0.19                   |
| 66               | 7                | "Parentesco (PT)" "Kindred"                                            | Sergio Páez                      | Dave Filoni Henry Gilroy                                         | 6 de novembro de 2017   | 407                | 0.27                   |
| 67               | 8                | "Comandantes Rastejadores (PT)" "Crawler Commandeers"                  | Bosco Ng                         | Matt Michnovetz                                                  | 6 de novembro de 2017   | 408                | 0.26                   |
| 68               | 9                | "Assalto Rebelde (PT)" "Rebel Assault"                                 | Steward Lee                      | Dave Filoni Steven Melching                                      | 13 de novembro de 2017  | 409                | 0.28                   |
| 69               | 10               | "Cavaleiro Jedi (PT)" "Jedi Night"                                     | Saul Ruiz                        | Dave Filoni Henry Gilroy                                         | 19 de fevereiro de 2018 | 410                | 0.34                   |
| 70               | 11               | "DUME (PT)" "DUME"                                                     | Sergio Paez                      | Dave Filoni Christopher Yost                                     | 19 de fevereiro de 2018 | 411                | 0.35                   |
| 71               | 12               | "Lobos e a Porta (PT)" "Wolves and Door"                               | Dave Filoni                      | David Filoni Steward Lee                                         | 26 de fevereiro de 2018 | 412                | 0.28                   |
| 72               | 13               | "O Mundo Entre Mundos (PT)" "A World Between Worlds"                   | Dave Filoni                      | Dave Filoni Steward Lee                                          | 26 de fevereiro de 2018 | 413                | TBA                    |
| 73               | 14               | ASA "A Fool's Hope"                                                    | Dave Filoni Saul Ruiz            | Henry Gilroy Steven Melching                                     | 5 de março de 2018      | 414                | 0.51                   |
| 74-75            | 15-16            | ASA "Family Reunion - and Farewell"                                    | Dave Filoni Bosco Ng Sergio Paez | Dave Filoni Henry Gilroy Kiri Hart Simon Kinberg Steven Melching | 5 de março de 2018      | 415-416            | 0.46                   |